# Хотарани (Олт)
Хотарани (рум. Hotărani) насеље је у Румунији у округу Олт у општини Фаркашеле. Oпштина се налази на надморској висини од 89 m.

## Становништво
Према подацима из 2002. године у насељу је живело 969 становника, од којих су сви румунске националности.